# Heinz Lederleitner
Bp dr Heinz Georg Lederleitner (ur. 13 kwietnia 1958 w Wiedniu) – biskup starokatolicki, zwierzchnik Kościoła Starokatolickiego Austrii. Członek Międzynarodowej Konferencji Biskupów Starokatolickich Unii Utrechckiej, należy do austriackiej gałęzi Ewangelickiego Bractwa św. Michała.

## Życiorys
Heinz Lederleitner urodził się i wychował w rodzinie rzymskokatolickiej. W latach 1976–1983 studiował teologię katolicką na Uniwersytecie w Wiedniu i w Rzymie. W 1983 roku otrzymał święcenia kapłańskie z rąk kardynała Józefa Ratzingera, późniejszego papieża Benedykta XVI. W latach 1983–2002 roku pracował w różnych parafiach, szczególnie w Dolnej Austrii. W 1999 roku obronił pracę doktorską z teologii katolickiej na Uniwersytecie w Wiedniu.
W 2003 roku ks. Heinz Lederleitner przeszedł na starokatolicyzm i od 2004 roku rozpoczął pracę duszpasterską w Kościele Starokatolickim Austrii. Od 2013 roku ks. Lederleitner jest członkiem anglikańsko-starokatolickiej Rady koordynującej bilateralne kontakty ekumeniczne. W sierpniu 2014 roku został mianowany proboszczem parafii Krems - St. Pölten, w tym czasie kierował Wydziałem edukacji religijnej Kościoła Starokatolickiego Austrii. Do 2015 roku był członkiem Rady Synodalnej Kościoła Starokatolickiego Austrii.
24 października 2015 roku ks. dr Heinz Lederleitner został wybrany na biskupa. Na tym stanowisku zastąpił ks. bp dr. Jana Okoro, którym przeszedł na emeryturę. W dniu 13 lutego 2016 roku ks. dr Lederleitner został wyświęcony na biskupa przez arcybiskupa Utrechtu dr Jorisa Vercammena.
Od 2004 roku biskup dr Heinz Lederleitner jest żonaty z Mariną Wießpeiner.